# Kebumen (Banyubiru)
Kebumen is een bestuurslaag in het regentschap Semarang van de provincie Midden-Java, Indonesië. Kebumen telt 5253 inwoners (volkstelling 2010).